# Андрияшевский сельский совет (Роменский район)
Андрияшевский сельский совет (укр. Андріяшівська сільська рада) — упразднённая административная единица в составе
Роменского района
Сумской области
Украины.
Административный центр сельского совета находился в 
с. Андрияшевка
.

## Населённые пункты совета
- с. Андрияшевка
- с. Гудымы
- с. Луценково
- с. Мельники
- с. Новицкое

## Ликвидированные населённые пункты совета
- с. Кринички